# Unisono

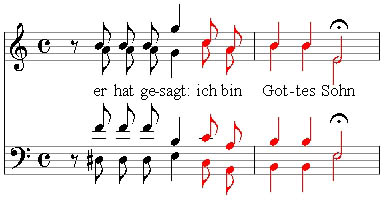
Voorbeeld van unisono in de Matthäus-Passion van Bach. (De noten in zwart zijn heterofoon, en de noten in rood zijn unisono.)

De muziekterm unisono (uit het Italiaans: één geluid) oftewel eenstemmig betekent dat twee of meer muzikale stemmen (instrumenten of zangstemmen) dezelfde toon produceren. Het kan precies dezelfde toon zijn (het interval prime) of de ene toon ligt een octaaf of dubbeloctaaf (of nog meer octaven) hoger of lager dan de andere toon of tonen.
De term staat tegenover de term meerstemmig (heterofoon): een muziekstuk/-fragment waarin twee of meer muzikale stemmen (instrumenten of zangstemmen) verschillende tonen produceren.
Door toepassing van unisono kan een componist klankversterking bewerkstelligen, doordat verschillende instrumenten/stemmen dezelfde melodie op dezelfde toon spelen/zingen.
In de canon-techniek wordt een vorm van unisono gebruikt waarin stemmen weliswaar niet gelijktijdig op dezelfde toonhoogte spelen, maar na elkaar op dezelfde toonhoogte elkaar imiteren.
Enige voorbeelden van unisono in de muziekliteratuur zijn:
- het Slavenkoor ("Va, pensiero") uit de opera Nabucco van Giuseppe Verdi .
- Het laatste deel (Finale: Presto) uit de 2e pianosonate in bes klein van Frédéric Chopin.
- Uit de Goldbergvariaties van Johann Sebastian Bach: Variatio 3: Canone All'Unisono waarin de twee canonstemmen elkaar op dezelfde toonhoogte imiteren.
- Het intro van het het nummer Because van The Beatles, met producer George Martin op Clavecin Electrique en John Lennon op gitaar, versterkt door een Lesliespeaker.

## Chorus
Als twee klanken net niet unisono zijn, ontstaat er een interferentiezweving. Zolang deze interferentiefrequentie onder de gehoorgrens van 20 Hz blijft noemt men dit zweving en in muzikaal verband ook wel chorus. Als de interferentie boven de 20 Hz komt, spreekt men van een verschiltoon.